# Ylinen Puutikkajärvi
Ylinen Puutikkajärvi är en sjö i Haparanda kommun i Norrbotten och ingår i Keräsjoki-Sangisälvens kustområde. Sjön har en area på 0,0568 kvadratkilometer och ligger 58,2 meter över havet.

## Delavrinningsområde
Ylinen Puutikkajärvi ingår i det delavrinningsområde (732477-186669) som SMHI kallar för Mynnar i havet. Medelhöjden är 46 meter över havet och ytan är 62,92 kvadratkilometer. Det finns inga avrinningsområden uppströms utan avrinningsområdet är högsta punkten. Avrinningsområdets utflöde Aavajoki mynnar i havet. Avrinningsområdet består mestadels av skog (78 procent) och sankmarker (16 procent). Avrinningsområdet har 0,49 kvadratkilometer vattenytor vilket ger det en sjöprocent på 0,8 procent.